# Avani Chaturvedi

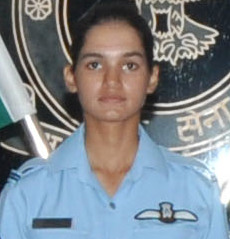
Flugoffizierin Avani Chaturvedi (2016)

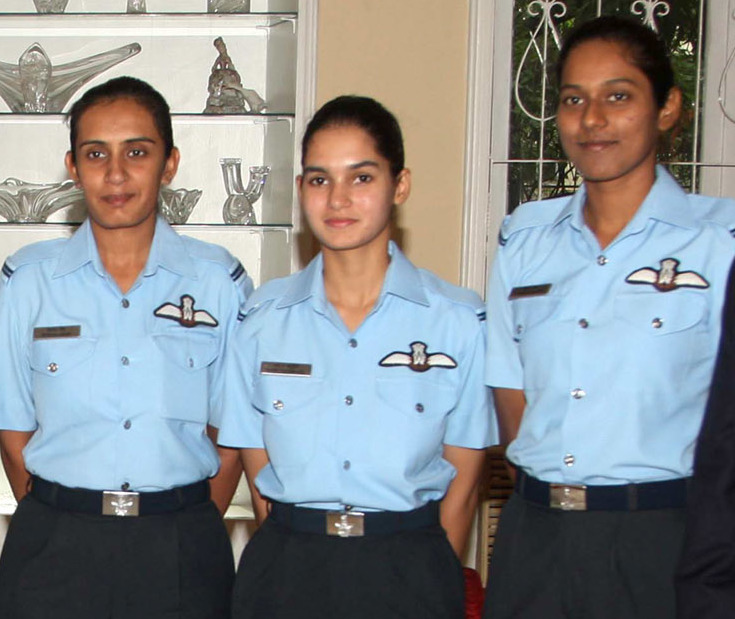
Mohana Singh, Avani Chaturvedi, Bhawana Kanth (l-r)

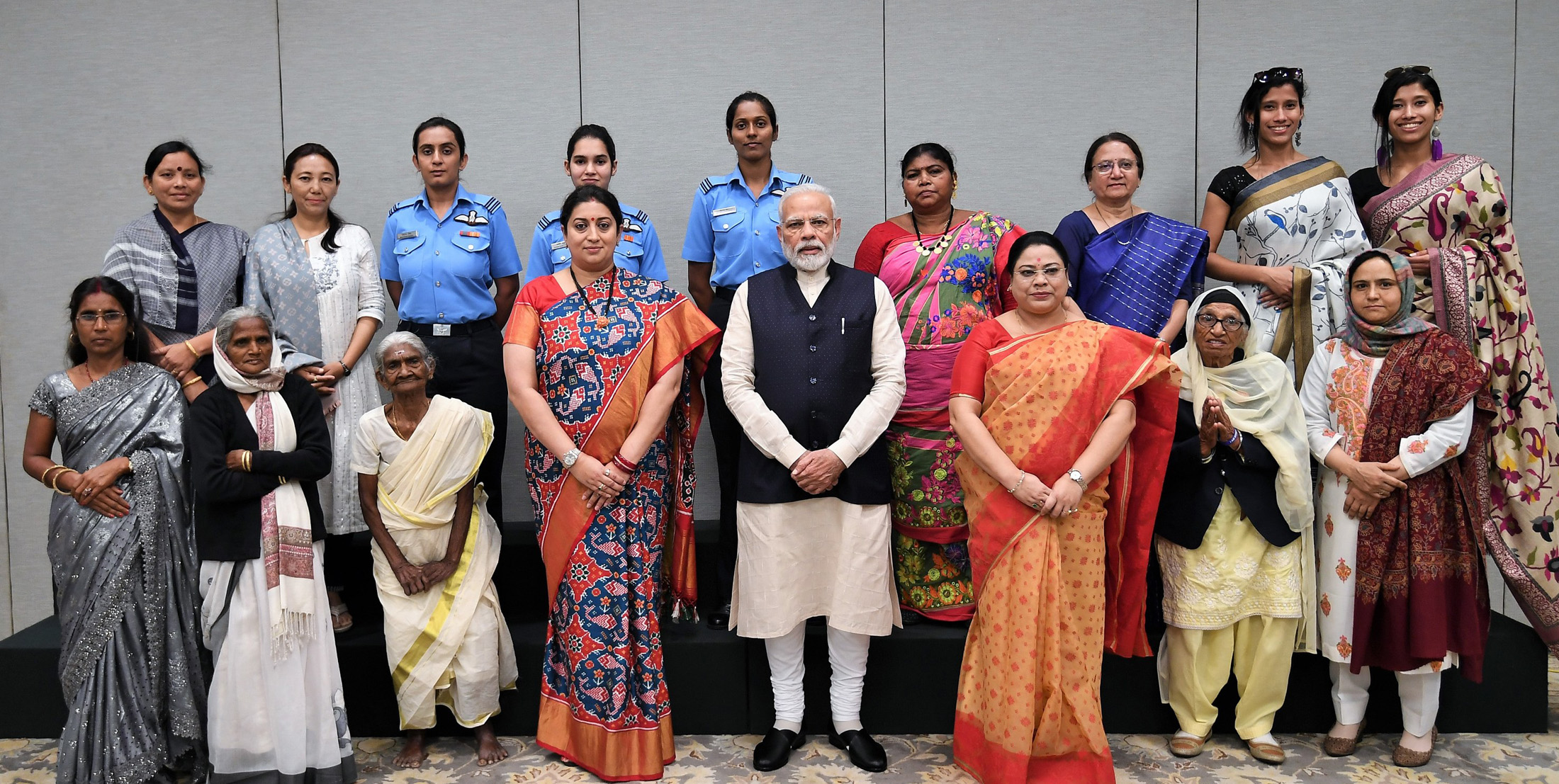
Premierminister Narendra Modi mit den Preisträgerinnen des Nari Shakti Puraskar in Neu-Delhi am 8. März 2020

Avani Chaturvedi (Hindi अवनि चतुर्वेदी; * 27. Oktober 1993 in Satna, Madhya Pradesh) ist eine indische Jagdfliegerin. Sie gehört zu den ersten weiblichen Kampfpilotinnen Indiens, die Kampfeinsätze fliegen. Im Oktober 2015 beschloss die indische Regierung, diesen Berufszweig für Frauen zu öffnen. Chaturvedi wurde zusammen mit zwei weiteren Mitgliedern ihrer Kohorte, Mohana Singh und Bhawana Kanth, zu den ersten weiblichen Kampfpilotinnen Indiens erklärt. Das Trio wurde im Juni 2016 in das Jagdgeschwader der indischen Luftstreitkräfte aufgenommen und am 18. Juni 2016 vom damaligen Verteidigungsminister Manohar Parrikar offiziell beauftragt, dem Land zu dienen.

## Leben und Wirken
Ihr Vater, Dinkar Chaturvedi, ist leitender Ingenieur in der Abteilung Wasserressourcen der Regierung des Bundesstaates Madhya Pradesh und ihre Mutter ist Hausfrau. Avani Chaturvedi absolvierte ihre Schulausbildung in Deolond, einer kleinen Stadt im Bezirk Shahdol. Chaturvedi spielt gerne Violine, Tischtennis und malt gerne. 2014 schloss sie ihr Bachelor-Studium in Technologie an der Banasthali University im Tonk, Rajasthan ab, wo sie dem Flugverein der Hochschule beitrat, weil sie von der Fliegerei fasziniert war. Avanis älterer Bruder, ein Offizier der indischen Armee, ermutigte sie, sich für die indischen Luftstreitkräfte zu bewerben. Sie bestand die Aufnahmeprüfung, den Air Force Common Admission Test.
Chaturvedi absolvierte das Pilotentraining auf der Indian Air Force Academy in Dundigal und war 2018 die erste indische Pilotin, die eine MIG 21 Bison geflogen hat.
Im Jahr 2023 nahm sie als erste Kampfpilotin der indischen Luftwaffe an einem Luftkriegsspiel in Japan teil.

## Auszeichnungen
- 2018: Doktor-Titel der Universität Banasthali Vidyapeeth
- 2020: Nari Shakti Puraskar, verliehen vom indischen Präsidenten Ram Nath Kovind

## Filme
- Dokumentarfilm Women Fighter Pilots von 2019 (englisch). Es wird über Arvani Chaturvedi und ihre beiden Kolleginnen berichtet.